# Adela collicolella
Adela collicolella é uma espécie de insetos lepidópteros, mais especificamente de traças, pertencente à família Adelidae.
A autoridade científica da espécie é Walsingham, tendo sido descrita no ano de 1904.
Trata-se de uma espécie presente no território português.